# Desmoplastisches infantiles Gangliogliom
Das Desmoplastische infantile Gangliogliom (DIG) ist ein sehr seltener kindlicher Hirntumor mit günstiger Prognose (WHO Grad 1).
Die Erstbeschreibung stammt aus dem Jahre 1987 durch den US-amerikanischen Pathologen Scott R. VandenBerg.

## Pathologie
Es handelt sich um einen Tumor bestehend aus neuronalen und glialen Zellen. Zentral findet sich oft eine zystische Formation umgeben von einem Rand aus soliden Elementen: deutliche desmoplastische Stroma und pleomorphe Zellneubildungen aus astrozytischen oder ganglionischen und wenig differenzierten Zellen.

## Verbreitung
Die Häufigkeit ist nicht bekannt, das männliche Geschlecht ist häufiger betroffen.

## Klinische Erscheinungen
Klinische Kriterien sind:
- Manifestation meist innerhalb der ersten 18 Lebensmonate
- Lokalisation meistens oberhalb des Tentorium cerebelli
- Haupthinweise sind rasches Kopfwachstum, Vorwölbung der Fontanelle, Hirndruckzeichen wie Kopfschmerz, Erbrechen oder Stauungspapille

Manchmal können auch Krampfanfälle auftreten.

## Diagnose
Die Diagnose stützt sich auf Bildgebung durch Magnetresonanztomographie oder Computertomographie und wird durch Biopsie gesichert.

## Differentialdiagnose
Abzugrenzen sind:
- Andere Tumoren aus dem Spektrum Embryonaler Tumor mit mehrreihigen Rosetten
- Pilozytisches Astrozytom
- Ependymom
- Gangliogliom
- Pleomorphes Xanthoastrozytom

## Therapie
Die Behandlung besteht in – soweit möglich – vollständiger Resektion, die allerdings schwierig sein kann. Im Erfolgsfalle gelten die Aussichten als sehr gut.

## Geschichte
Früher wurde diese Art von Tumoren als „Composite cerebral neuroblastoma and astrocytoma“ bezeichnet. Das „Desmoplastische infantile Astrozytom“ und das „Desmoplastische infantile Gangliogliom“ werden mit der WHO-Klassifikation von 2016 zusammengefasst.